# ساندرا وولکر
ساندرا وولکر (به انگلیسی: Sandra Völker) (زادهٔ ۱ آوریل ۱۹۷۴) شناگر اهل آلمان است.